# Supercoppa italiana 2003 (hockey in-line)
La Supercoppa italiana 2003 è stata la 1ª edizione della omonima competizione italiana di hockey in-line disputata il 22 novembre 2003 al Palazzetto San Domenico Savio di Padova.
Hanno partecipato i Ghosts Padova in qualità di campioni d'Italia e l'Asiago Vipers come detentori della Coppa Italia.
L'Asiago Vipers vinse la partita per 5-4, aggiudicandosi la prima edizione del trofeo .

## Partecipanti
| Squadre       | Qual. | Partecipazioni precedenti (il grassetto indica la vittoria) |
| ------------- | ----- | ----------------------------------------------------------- |
| Ghosts Padova |       | Nessuna                                                     |
| Asiago Vipers |       | Nessuna                                                     |

## Tabellino
| Padova 22 novembre 2003 | Ghosts Padova | 4 – 5 | Asiago Vipers | Palazzetto San Domenico Savio |